# The Dope Show
The Dope Show è il singolo di lancio dell'album Mechanical Animals del 1998. Il testo della canzone è di Marilyn Manson, mentre la melodia è di Twiggy Ramirez.

## La canzone
The Dope Show arriva in un momento della storia di Marilyn Manson in cui il gruppo decide di abbandonare le atmosfere cupe e i suoni sporchi del precedente album Antichrist Superstar, che ne decretò il successo.
Il singolo, una canzone hard rock in puro stile anni settanta, che ricorda le sonorità di artisti come T. Rex e David Bowie, è il simbolo della svolta musicale della band.
In linea con il tema principale dell'album da cui proviene, il narcisismo ed il consumismo, il testo della canzone vuole essere un ammonimento contro il mondo patinato fatto di soldi, successo e droga, in cui vivono molte rockstar e le persone che arrivano nello show business. Ulteriori riferimenti vanno all'evidente attrazione da parte della gente per il mondo della fama, pieno di droga, e alla vacuità ed assurdità di tale mondo. Citando Andy Warhol, che sosteneva che un giorno "tutti saranno famosi per 15 minuti", Manson rimprovera la società che ha preso troppo alla lettera questa tanto patinata quanto sinistra utopia, dicendo che "siamo tutti stelle, nello show della droga".
The Dope Show ha ricevuto una nomination ai Grammy Award del 1999 come Miglior Performance Hard Rock.
Un estratto della canzone è stato incluso nel medley Polka Power di "Weird Al" Yankovic, del 1999.

## Il videoclip
Il singolo di The Dope Show è stato accompagnato da un surreale videoclip diretto da Paul Hunter, girato a fine luglio 1998 e trasmesso in tv per la prima volta il 20 agosto dello stesso anno. Nelle scene del video, ispirate a L'Uomo Che Cadde Sulla Terra, Manson appare — coi capelli rossi ed il corpo, completo di finti seni di gomma, interamente coperto di lattice bianco — come un extraterrestre androgino che vaga per le colline di Hollywood. Viene catturato, studiato in laboratorio e trasportato in limousine su un palco, dove, insieme agli altri membri dell'immaginaria band "Omega and the Mechanical Animals" (Omega e gli Animali Meccanici), canterà la canzone in concerto, prima che fan isterici oltrepassino le barriere di sicurezza, creando confusione.
L'attore Billy Zane ha un cameo nella sequenza in limousine, in cui interpreta un dirigente musicale. La sequenza vuole essere una parodia delle riviste americane SPIN (Spun nel video) e The National Enquirer.
Nel videoclip è incluso anche un omaggio a La montagna sacra, del regista cileno Alejandro Jodorowsky, precisamente nella sequenza in cui il personaggio principale distrugge i manichini in gesso a lui somiglianti. Sono stati inoltre ricreate sculture dell'artista tedesca Rebecca Horn: "Overflowing Blood Machine" per il macchinario a cui Manson è legato da lunghi fili rossi in cui scorre sangue e "Cornucopia", nella sequenza della limousine, per lo strano oggetto che sembra unire i seni alla bocca, in una sorta di "auto-allattamento".
Nel 1999 il videoclip ha vinto un MTV Video Music Award come miglior videoclip e uno per la miglior qualità del filmato. Quest'ultimo fu realizzato utilizzando una Kodak 35 mm; contrasto, saturazione e colore furono poi alterati per ottenere il suo caratteristico stile vintage. Due settimane servirono per realizzarlo — un periodo lunghissimo, considerando lo standard industriale di due giorni per un videoclip. La Interscope Records detiene i diritti, mentre il video fu prodotto e filmato dalla HSI Production e codiretto da Manson stesso. Le riprese iniziarono l'8 agosto 1998.
Le scene in cui Manson cammina tra le colline di Hollywood sono state in realtà girate nella città di Simi Valley, in California. L'edificio sullo sfondo è la House of the Book del Brandeis-Bardin Institute e comparve precedentemente in tv nel programma per bambini Mighty Morphin Power Rangers.
La sequenza in cui la band canta dal vivo è stata girata davanti al Los Angeles Municipal Traffic Court Building di South Hill Street by architect William Allen. La particolare architettura non permette un'adeguata angolatura per filmare; è stato quindi necessario posizionare la band sopra un tir da 18 ruote e le telecamere su braccia meccaniche dall'altra parte della strada. Le scene del concerto sono intervallate da performance delle Goddess Bunny, che danzano in vestiti gialli e pieni di lustrini, simili a quello indossato da Twiggy Ramirez nello stesso videoclip. I costumi utilizzati nel filmato (inclusi i vestiti e gli stivali rossi di Manson, con tanto di zeppe alte 6 dita) sono stati disegnati dallo stesso Manson e da Terri King, mentre le vestaglie delle Goddess Bunny, indossate, tra l'altro, anche durante l'esibizione agli MTV Music Awards, sono state disegnate e cucite a mano da Kris Hendrickson.
Il video è disponibile in digitale sul DVD incluso in alcune edizioni del best Lest We Forget uscito nel 2004, e nella raccolta su VHS God Is in the TV, che include anche un extra non censurato, in cui Twiggy Ramirez, Madonna Wayne Gacy e Goddess Bunny si spogliano nel retro di una limousine.
Il video è arrivato alla posizione numero 16 nella classifica dei 50 videoclip più controversi secondo MuchMusic, per l'aspetto spaventoso di Manson.
Esiste anche un secondo video per la canzone, fatto solo di primi piani su Manson, che venne pubblicato sull'allora sito ufficiale della band, MarilynManson.net prima dell'uscita del video ufficiale. Parti di questo video sono state poi incluse in quello finale.

## Variazioni nel testo
Durante le esibizioni dal vivo, Manson cambia spesso le parole della canzone. In The Last Tour on Earth, "Cops and Queers" viene cambiata in "pigs and fags". Allo stesso modo, "the drugs, they say, are made in California" diventa "the drugs, they say, are made right here in (nome città)". Inoltre, il verso "We love your face, we'd really like to sell you" viene spesso cambiato dal vivo in "We love your face, I'd really like to cum on it".

## Tracce
Singolo UK CD 1
1. The Dope Show
2. Sweet Dreams (are made of this) (Live)
3. Apple of Sodom (Live)

Singolo UK CD 2
1. The Dope Show
2. The Beautiful People (Live)
3. The Dope Show (Video)

UK vinile 10" picture disc
1. The Dope Show
2. The Dope Show

Singolo australiano Enhanced CD Edizione limitata numerata
1. The Dope Show
2. Sweet Dreams (are made of this) (Live)
3. Apple of Sodom (Live)

include un Electronic Press Kit interattivo
Singolo giapponese
1. The Dope Show
2. Sweet Dreams (Are Made Of This) (Live)
3. Apple of Sodom (Live)
4. The Beautiful People (Live)

## Formazione
Musicisti:
- Marilyn Manson – voce, percussioni
- Twiggy Ramirez – basso, chitarre ritmiche, arrangiamento
- Madonna Wayne Gacy – tastiera

Produzione:
- Michael Beinhorn — produttore
- Marilyn Manson — produttore
- Sean Beavan — produttore aggiuntivo
- Tom Lord-Alge — mixaggio